# Marián Čišovský
Marián Čišovský (2. listopadu 1979, Humenné, Československo – 28. června 2020) byl slovenský fotbalový obránce–stoper, od července 2011 hráč klubu FC Viktoria Plzeň. Mimo Slovensko působil na klubové úrovni v Rumunsku a ČR. Byl ženatý a měl dva syny a dceru.
Od března 2014 nehrál. Trpěl nevyléčitelnou amyotrofickou laterální sklerózou. Zemřel 28. června 2020 ve věku 40 let.

## Klubová kariéra
Je odchovancem Chemlonu Humenné, kde v sezoně 1996/97 debutoval v seniorské kategorii. V létě 1999 zamířil do Interu Bratislava. S mužstvem v ročníku 1999/00 získal double – prvenství ve slovenském poháru i v lize. O rok později Inter tento úspěch zopakoval. V létě 2004 jeho kroky vedly do týmu MŠK Žilina. V zimě 2005/06 odešel do Bratislavy, kde se tehdy upsal Artmedii Petrželka. Na jaře 2008 s Petrželkou triumfoval v lize i domácím poháru. Průběhu podzimu 2008 odešel do zahraničí, domluvil se na kontraktu s rumunským klubem FC Politehnica Timișoara.

### FC Viktoria Plzeň

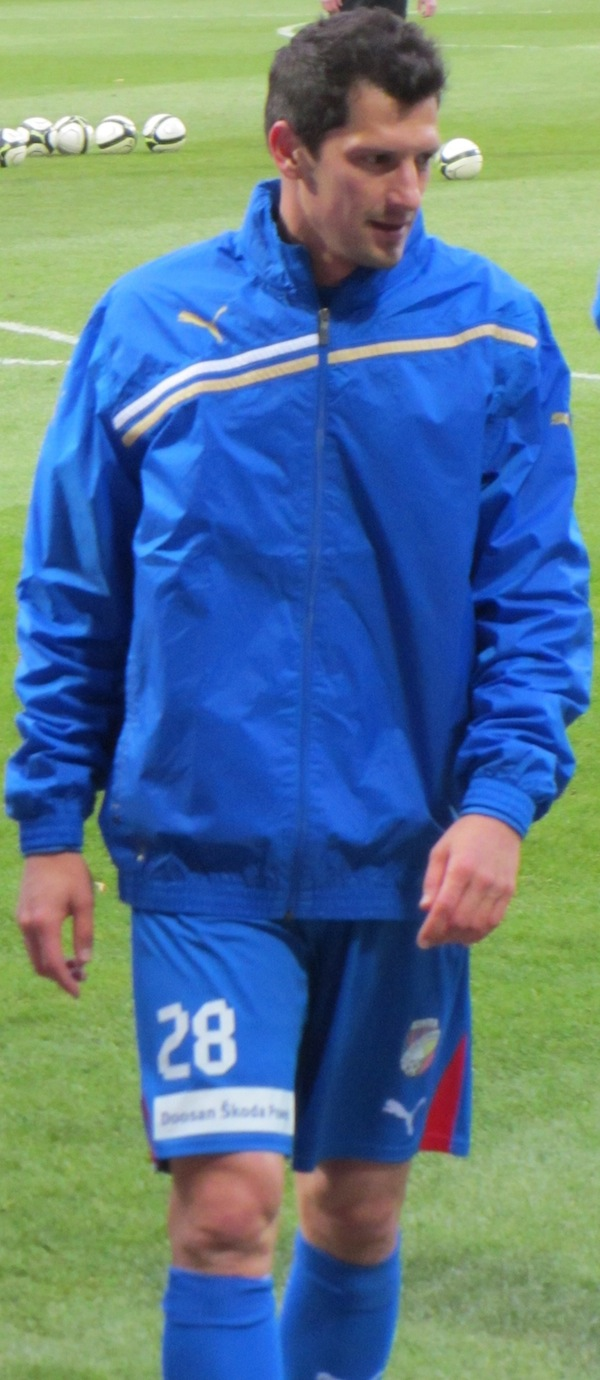
Marián Čišovský v úboru FC Viktoria Plzeň

Před ročníkem 2011/12 se stal hráčem Viktorie Plzeň.

#### Sezóna 2011/12
22. července 2011 nastoupil k zápasu o Český Superpohár, který Plzeň na domácím stadionu vyhrála nad Mladou Boleslaví až na pokutové kopy 4:2 (po 90 minutách byl stav 1:1, prodloužení se v tomto utkání nehraje). Do druhého poločasu jej vystřídal František Rajtoral.
Plzeň se v sezóně 2011/12 Ligy mistrů propracovala z 2. předkola až do základní skupiny Ligy mistrů UEFA. Ve druhém předkole přešla přes arménský celek Pjunik Jerevan po výsledcích 4:0 a 5:1. Ve 3. předkole následoval postup přes norský Rosenborg Trondheim (výhry 1:0 a 3:2) a ve 4. předkole přes dánský FC Kodaň (výhry 3:1 a 2:1). V základní skupině H si zahrál proti dvěma evropským velkoklubům FC Barcelona (prohry 0:2 a 0:4) a AC Milan (prohra 0:2 a remíza 2:2).
Třetím klubem, s nímž se západočeský klub utkal byl běloruský BATE Borisov (výhra 1:0 a remíza 1:1). Plzeň obsadila v konečném součtu 3. místo před BATE a díky tomu si zajistila účast v jarní vyřazovací části Evropské ligy 2011/12. Zde se Plzeň střetla s německým Schalke 04 a po výsledcích 1:1 doma a 1:3 venku po prodloužení vypadla.
Západočeský klub bojoval v posledním kole se Slovanem Liberec o titul, utkání skončilo nerozhodně 0:0, tento výsledek stačil Liberci na první místo a Plzeň spadla na 3. příčku za pražskou Spartu. Čišovský nastřádal v tomto ročníku celkem 27 ligových startů a 6 gólů.

#### Sezóna 2012/13
V základní skupině B Evropské ligy 2012/13 byla Plzeň přilosována k týmům Atlético Madrid (Španělsko), Hapoel Tel Aviv (Izrael) a Académica de Coimbra (Portugalsko). V prvním utkání Plzně 20. září 2012 na domácí půdě proti portugalskému týmu Académica de Coimbra absolvoval Čišovský kompletní počet minut, Plzeň vyhrála 3:1. I v dalším utkání 4. října s Atléticem Madrid nastoupil v základní sestavě, španělský celek zvítězil doma 1:0 gólem v samotném závěru. 25. října cestovala Plzeň do Izraele k utkání proti Hapoelu Tel Aviv a většinu prvního poločasu byla pod tlakem soupeře. Slovenský hráč nastoupil od začátku zápasu, střetnutí skončilo výsledkem 2:1 pro hosty, Plzeň si s 6 body upevnila druhou příčku za vedoucím Atléticem Madrid. 8. listopadu 2012 přivítala Plzeň Hapoel Tel Aviv v odvetě na domácím hřišti a vyhrála 4:0, díky tomuto výsledku se posunula s 9 body na čelo tabulky před doposud vedoucí Atlético Madrid (které v souběžném zápase prohrálo v Coimbře 0:2). Izraelský celek hrál navíc od 41. minuty oslaben o jednoho hráče. Čišovský absolvoval kompletní zápas. 22. listopadu nastoupil v Portugalsku v utkání proti Coimbře, v 88. minutě byl po jeho střetu s Edinhem odpískán pokutový kop ve prospěch domácích. Coimbra z něj vyrovnala na konečných 1:1. Tento výsledek zajistil Plzni postup do jarní fáze Evropské ligy. 6. prosince 2012 odehrál zápas v Plzni proti Atléticu Madrid (výhra Viktorie Plzeň 1:0). Plzeň si tak se 13 body zajistila konečné 1. místo v tabulce skupiny B o 1 bod před druhým Atléticem. 14. února 2013 v jarní vyřazovací části Evropské ligy 2012/13 nastoupil v šestnáctifinále proti domácímu italskému mužstvu SSC Neapol. Plzeň zvítězila v Neapoli 3:0. Hrál i o týden později v domácí odvetě, kterou Plzeň opanovala poměrem 2:0 a postoupila do osmifinále. V osmifinále odehrál celé domácí utkání proti tureckému celku Fenerbahçe Istanbul, Plzeň poprvé v tomto ročníku Evropské ligy prohrála doma (0:1). 14. března v odvetě v Istanbulu nastoupil rovněž v základní sestavě, Viktoria remizovala 1:1 a vypadla z Evropské ligy.
17. března 2013 přispěl jedním gólem k vítězství 4:0 nad Duklou Praha, která hrála prakticky celý zápas v oslabení o jednoho hráče. Ke konci jarní části občas chyboval, ale nakonec sezónu 2012/13 Gambrinus ligy završil ziskem ligového titulu, Plzeň porazila 1. června v posledním 30. kole sestupující FC Hradec Králové 3:0 a udržela si dvoubodový náskok před největším konkurentem Spartou Praha. Marián v zápase pečetil výhru třetím poněkud kuriózním gólem z brankové čáry.

#### Sezóna 2013/14
V prvním soutěžním zápase nastoupil za Viktorii 12. července 2013 v Superpoháru proti FK Baumit Jablonec (prohra 2:3). V úvodním zápase 2. předkola Ligy mistrů UEFA 2013/14 vstřelil na domácí půdě jeden gól bosenskému týmu FK Željezničar Sarajevo, Viktoria Plzeň zvítězila 4:3. Trefil se i ve třetím předkole Ligy mistrů v Estonsku 30. července proti JK Nõmme Kalju, kde už ve 2. minutě otevřel skóre dorážkou do prázdné brány po rohovém kopu a v 52. minutě (opět po rohovém kopu) přidal druhou branku. Měl podíl i na další brance, kterou nakonec dopravil do sítě Lukáš Hejda (portál Uefa.com připsal i tento gól Čišovskému). Plzeň zvítězila jednoznačně 4:0. Vynikající formu potvrdil i v prvním utkání 4. předkola (resp. play-off předkola) 20. srpna proti slovinskému týmu NK Maribor, kde vstřelil první gól zápasu. Viktoria zvítězila na domácí půdě 3:1. Zahrál si v základní skupině Ligy mistrů, kde se viktoriáni střetli s německým Bayernem Mnichov, anglickým Manchesterem City a ruským CSKA Moskva.
9. listopadu 2013 vstřelil vítězný gól v ligovém utkání s FK Mladá Boleslav, když se vydal na hrot útoku a po zmatku v obraně soupeře v pádu přehodil brankáře Boleslavi. Plzeň vyhrála 2:1. 7. 2. 2014 podepsal s Viktorkou nový kontrakt do 30. června 2016.
Od 1. dubna 2014 léčil zranění kolene, poté jej postihla vážná choroba – amyotrofická laterální skleróza, která mu znemožňovala hrát a trénovat.

## Reprezentační kariéra
Marián reprezentoval Slovensko již v mládežnických výběrech. V roce 2000 byl členem týmu U21, jenž obsadil na domácím Mistrovství Evropy ve fotbale hráčů do 21 let 4. místo. Střelecky se prosadil v utkání 27. května proti Turecku, pomohl tak k výhře 2:1.
Hrál následně i na Letních olympijských hrách v Sydney, kde Slovensko skončilo v základní skupině D na nepostupovém čtvrtém místě.

### A-mužstvo
V A-týmu Slovenska debutoval 6. 2. 2002 v přátelském zápase v Teheránu proti týmu Íránu (výhra 3:2).
14. listopadu 2012 odehrál přátelský zápas s Českou republikou v Olomouci, v 17. minutě nahradil na hřišti chybujícího obránce Petera Pekaríka. Společně s Markem Bakošem a Michalem Ďurišem nastoupil proti několika klubovým spoluhráčům na české straně. Slovenská reprezentace podlehla domácímu mužstvu 0:3 , Čišovský se objevil v reprezentaci po téměř 4 letech (naposledy nastoupil 19. listopadu 2008 v přípravném utkání v Žilině proti Lichtenštejnsku, které Slovensko vyhrálo 4:0). 26. března 2013 se objevil po čtyřech letech v základní sestavě Slovenska, na stadionu Pod Dubňom v Žilině absolvoval přátelské střetnutí proti Švédsku, které skončilo bezbrankovou remízou.
Celkem odehrál v letech 2002–2013 za slovenský národní tým 15 zápasů, branku nevstřelil.

## Klubové statistiky
Aktuální k 28. květnu 2016
| Sezona  | Klub                     | Soutěž         | Zápasy | Góly |
| ------- | ------------------------ | -------------- | ------ | ---- |
| 1996/97 | Chemlon Humenné          | 1. liga        | 2      | 0    |
| 1997/98 | HFC Humenné              | Mars superliga | 25     | 1    |
| 1998/99 | HFC Humenné              | Mars superliga | 25     | 0    |
| 1999/00 | Inter Bratislava         | Mars superliga | 12     | 0    |
| 2000/01 | Inter Bratislava         | Mars superliga | 29     | 3    |
| 2001/02 | Inter Bratislava         | Mars superliga | 26     | 2    |
| 2002/03 | Inter Bratislava         | 1. liga        | 21     | 0    |
| 2003/04 | Inter Bratislava         | Corgoň liga    | 26     | 0    |
| 2004/05 | Inter Bratislava         | Corgoň liga    | 1      | 0    |
| 2004/05 | MŠK Žilina               | Corgoň liga    | 35     | 9    |
| 2005/06 | MŠK Žilina               | Corgoň liga    | 19     | 3    |
| 2005/06 | FC Artmedia Petržalka    | Corgoň liga    | 14     | 1    |
| 2006/07 | FC Artmedia Petržalka    | Corgoň liga    | 27     | 6    |
| 2007/08 | FC Artmedia Petržalka    | Corgoň liga    | 28     | 7    |
| 2008/09 | FC Artmedia Petržalka    | Corgoň liga    | 5      | 0    |
| 2008/09 | FC Politehnica Timișoara | Liga I         | 27     | 3    |
| 2009/10 | FC Politehnica Timișoara | Liga I         | 9      | 0    |
| 2010/11 | FC Politehnica Timișoara | Liga I         | 23     | 2    |
| 2011/12 | FC Viktoria Plzeň        | Gambrinus liga | 27     | 6    |
| 2012/13 | FC Viktoria Plzeň        | Gambrinus liga | 23     | 4    |
| 2013/14 | FC Viktoria Plzeň        | Gambrinus liga | 14     | 2    |
| 2014/15 | FC Viktoria Plzeň        | Synot liga     | 0      | 0    |
| 2015/16 | FC Viktoria Plzeň        | Synot liga     | 0      | 0    |

## Úspěchy
- Trojnásobný mistr slovenské ligy (2x v dresu Interu Bratislava, 1x v dresu FC Artmedia Petržalka)
- Trojnásobný vítěz Slovenského fotbalového poháru (2x v dresu Interu Bratislava, 1x v dresu FC Artmedia Petržalka)
- Mistr Gambrinus ligy v sezóně 2012/13 s Viktorií Plzeň
- Postup do Ligy mistrů 2011/2012 v dresu Viktorie Plzeň
- 4. místo na Mistrovství Evropy hráčů do 21 let v roce 2000
- Reprezentant Slovenska na Letních olympijských hrách 2000 v Sydney